# تفشي الكوليرا في زيمبابوي عام 2008
يعتبر تفشي الكوليرا في زمبابوي عام 2008 أحد أوبئة الكوليرا التي أثرت على الكثير من أرجاء زيمبابوي في الفترة من أغسطس / آب 2008 حتى يونيو / حزيران 2009. بدأ تفشي المرض في شيتونغويزا في مقاطعة ماشونالاند الشرقية في أغسطس / آب 2008، ثم انتشر في جميع أنحاء البلاد حتى كانون الأول / ديسمبر 2008. في ديسمبر 2008، أعلنت حكومة زيمبابوي اندلاع حالة طوارئ وطنية وفعلت قانون الطوارئ وطلبت المساعدة الدولية. وقد بلغ تفشي المرض ذروته في يناير / كانون الثاني 2009 حيث سُجلت 8500 حالة في الأسبوع. كما تم الإبلاغ عن حالات من هذا الوباء في البلدان المجاورة مثل جنوب أفريقيا وملاوي وبوتسوانا وموزمبيق وزامبيا. وبمساعدة الوكالات الدولية، تم السيطرة على تفشي المرض، وبحلول يوليو / تموز 2009، نتيجةً لعدم الإبلاغ عن أي حالات لعدة أسابيع، أعلنت وزارة الصحة ورعاية الطفولة في زمبابوي انقضاء الوباء. تم الإبلاغ عن 985 96 حالة إصابة بالكوليرا و 369 4 حالة وفاة في المجمل، مما يجعل هذا أكبر تفشي للكوليرا سُجل في زمبابوي. ويعزى حجم وشدة انتشار الوباء إلى سوء المرافق الصحية، وقلة فرص الحصول على الرعاية الصحية، وعدم كفاية البنية التحتية للرعاية الصحية في جميع أنحاء زمبابوي.

## الأسباب

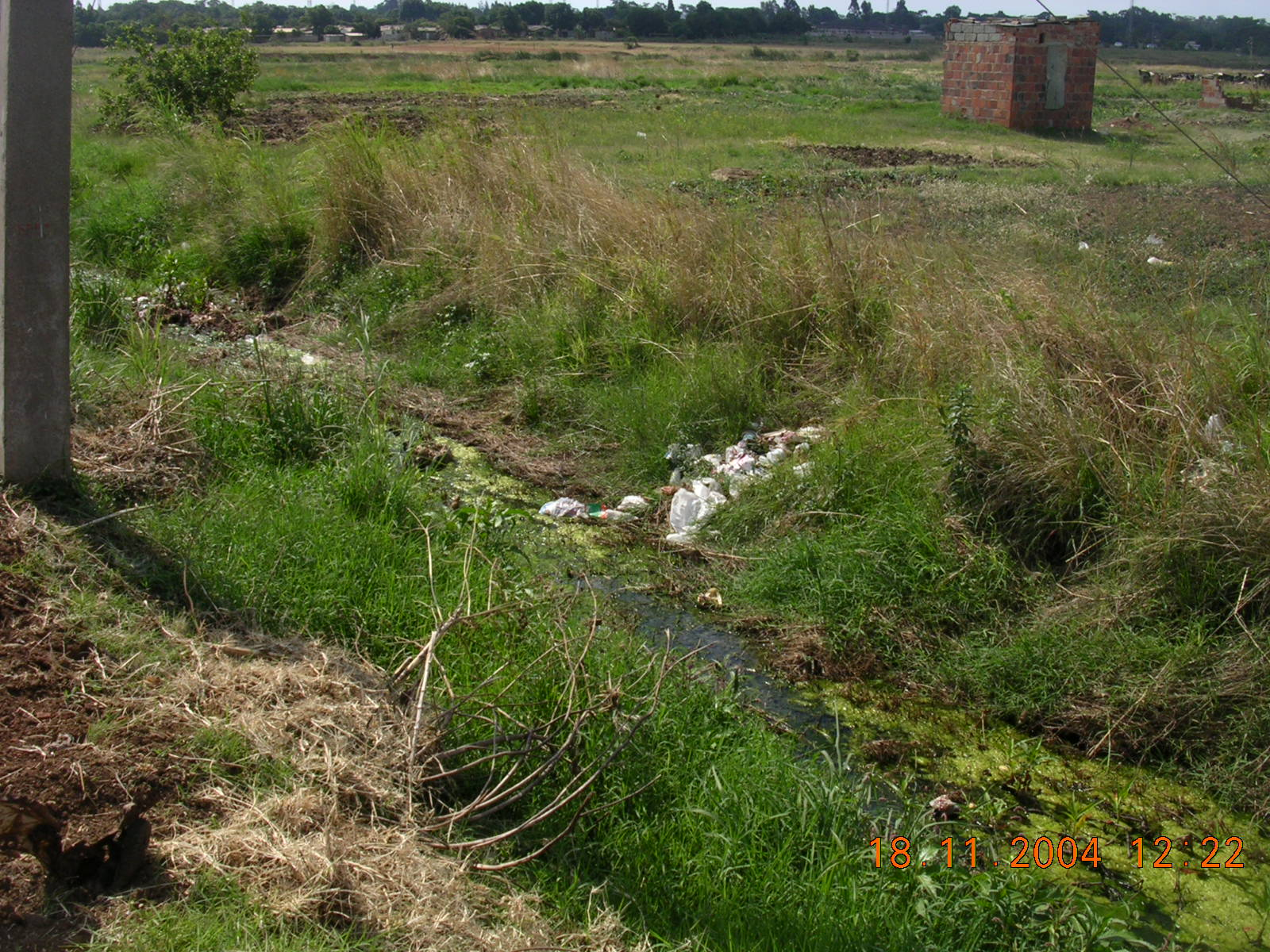
صرف صحي مفتوح في بلدة كوادزانا، هراري في عام 2004. وبحلول عام 2008، كانت مثل تلك المصارف تحمل الصرف والبراز من المناطق المجاورة مع انهيار نظام الصرف الصحي في المناطق الحضرية. وقد ساهم ذلك في الانتشار السريع لتفشي وباء الكوليرا.

نجم تفشي الكوليرا في عام 2008 عن انتشار عدوى بكتيريا ضمة الكوليرا التي تنتشر عن طريق المياه الملوثة ببراز الأشخاص المصابين. وقد شوهدت حالات الإصابة بالكوليرا في زيمبابوي في العقد السابق لتفشي وباء عام 2008. ومع ذلك، تُعزى شدة وباء عام 2008 إلى مجموعة من العوامل الاجتماعية، بما في ذلك ضعف فرص الحصول على الرعاية الصحية وضعف البنية التحتية للرعاية الصحية، وانتشار فيروس نقص المناعة البشرية، وعدم الاستقرار السياسي، ونقص الغذاء، وارتفاع مستويات النازحين، وعدم الحصول على المياه الصالحة للشرب. في عام 2008، كانت زيمبابوي تعاني من أزمة اقتصادية، كما عانت من التضخم الذي أدى إلى نقص المواد الغذائية والسلع الأساسية الأخرى، وتعطيل الخدمات العامة، وعدد كبير من اللاجئين الذين يتحركون داخل البلاد والدول المجاورة.
وكان أحد العوامل الرئيسية المساهمة في تفشي المرض هو انهيار إمدادات المياه البلدية، والصرف الصحي، وبرامج إدارة المخلفات في جميع أنحاء البلاد، وخاصة في المناطق الحضرية. ومع هذا، أدى بداية موسم الأمطار إلى اجراف البراز الملوث بالكوليرا إلى مصادر المياه، وخاصةً المصارف العامة، فضلًا عن توفير المياه الصالحة للشرب ولكنها ملوثة بالكوليرا. ونظرًا لنقص المواد الكيميائية لتنقية المياه، مثل الكلور، توقفت عالاصمة هراري عن استخدام المياه المنقولة بالأنابيب في 1 ديسمبر / كانون الأول 2008. وبحلول ذلك التاريخ، لم يكن لدى العديد من الضواحي أي إمدادات مياه لفترة أطول بكثير. وفي 4 كانون الأول / ديسمبر 2008، ذكر نائب وزير زمبابوي المعني بتنمية موارد المياه والبنية التحتية أنه لا توجد إلا مواد كيميائية لمعالجة المواد الكيميائية في المخزونات لمدة 12 أسبوعا على الصعيد الوطني. تم إلقاء اللوم على انهيار تلك الأنظمة على الأزمة الاقتصادية الحالية، ولم تستطع العديد من الأسر تحمل تكاليف الوقود لغلي الماء. ووفقًا لمنظمة أطباء بلا حدود، انتشر الكوليرا من المناطق الحضرية إلى المناطق الريفية من ديسمبر / كانون الأول 2008 فصاعدًا نتيجةً لنقل سكان المدن العدوى إلى المنازل الريفية أثناء زيارتهم لعائلاتهم في أعياد الميلاد ودفن سكان المدن المصابين في المناطق الريفية.
سجل وباء الكوليرا في زيمبابوي عام 2008 معدل وفيات مرتفع بشكل غير عادي؛ وأرجعت منظمة أوكسفام ارتفاع معدل الوفيات إلى عدد السكان قائلةً «ضعف المواطنون بشكل خطير بسبب الجوع وفيروس نقص المناعة البشرية والإيدز». وكان أحد العوامل الرئيسة المساهمة في شدة تفشي المرض هو انهيار نظام الصحة العامة في زمبابوي، وأُعلنت حالة طوارئ وطنية في 4 ديسمبر / كانون الأول 2008. وبحلول نهاية تشرين الثاني / نوفمبر 2008، أُغلقت ثلاثة من المستشفيات الرئيسة الأربعة في زيمبابوي، جنبًا إلى جنب مع كلية الطب في زمبابوي، وكان المستشفى الرئيسي الرابع يحتوي على جناحين فقط ولا يحتوي على أي غرفة عمليات. كما افتقرت مستشفيات زمبابوي التي ما زالت مفتوحة في ذلك التوقيت (كانون الأول / ديسمبر 2008) إلى الأدوية والموظفين. وبسبب التضخم المفرط في زمبابوي، لم تتمكن المستشفيات من شراء الأدوية والأدوية الأساسية، كما أن موارد عيادات الطوارئ الممولة دوليًا قد نفذت. وأسهمت الأزمة السياسية والاقتصادية الجارية في هجرة الأطباء والأشخاص ذوي المعرفة الطبية. كما سافر بعض ضحايا المرض إلى بوتسوانا وغيرها من الدول المجاورة لتلقي العلاج.

## التأثير

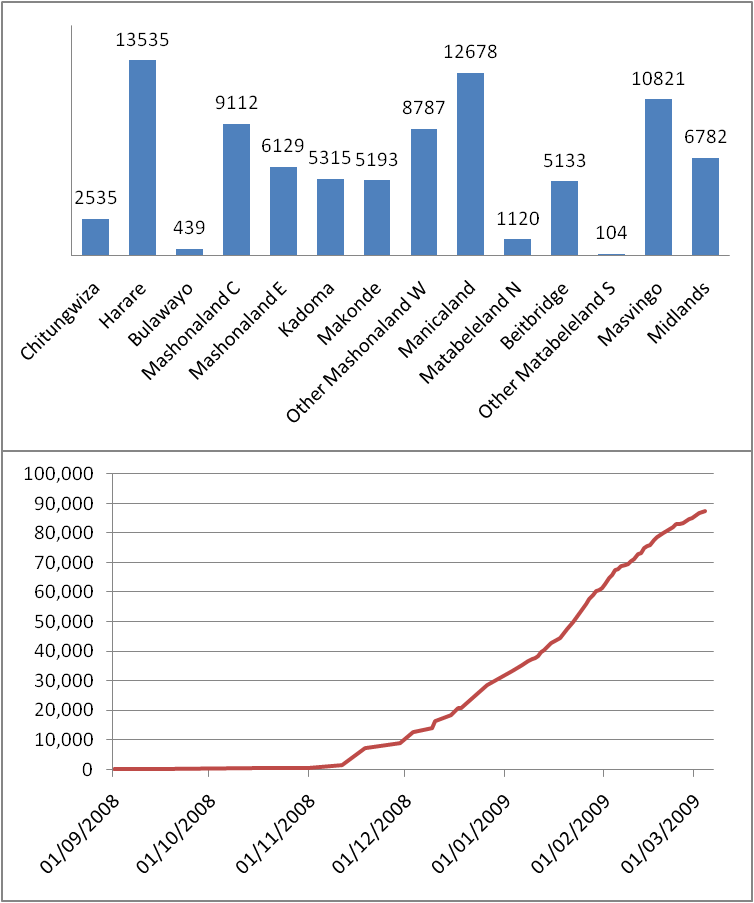
الحالات المسجلة في أكثر المراكز والأقاليم المصابة، وفي باقي المقاطعات في زمبابوي اعتبارا من 4 آذار / مارس 2009. (القاع) إجمالي عدد الحالات المبلغ عنها. وبما أن مجاميع العديد من المقاطعات لا يتم تحديثها يوميا، فإن أول ظهور لحالة قد يمثل تاريخ الإبلاغ عن هذه الحالة، وليس تاريخ الإصابة.
مصادر المعلومات: (مكتب الأمم المتحدة لتنسيق الشؤون الإنسانية) والاتحاد الدولي لجمعيات الصليب الأحمر والهلال الأحمر) منظمة الصحة العالمية

بدأ تفشي 2008 في تشيتونغويزا في 20 أغسطس 2008. في سبتمبر، انتشرت الحالات إلى المناطق الحضرية في ماكوندي وتشينهويي. وبحلول نهاية تشرين الأول / أكتوبر، انتشرت الحالات إلى 3 مقاطعات هي: ماشونالاند ويست، وماشونالاند إيست، ومدينة هراري. وفي الأسبوعين الأولين من تشرين الثاني / نوفمبر، انتشر الوباء بسرعة في زيمبابوي، حيث ظهرت في ما مجموعه 9 محافظات و54 مقاطعة. وانتشر الوباء ليصل إلى جميع مقاطعات زمبابوي العشر. وسُجلت أعلى معدلات للإصابة بالكوليرا في مقاطعات بيتبريدج، وشيغوتو، ومودزي، وزفيمبا (أكثر من 000 1 حالة لكل 000 100 شخص أو 1.0 في المائة).
وازداد عدد الحالات التي أبلغ عنها مكتب الأمم المتحدة لتنسيق الشؤون الإنسانية من 30 حالة في 1 أيلول / سبتمبر 2008 إلى 572 15 حالة بحلول 10 كانون الأول / ديسمبر. ووفقًا للصليب الأحمر، يُتوفى حوالي 46٪ من الحالات المبلغ عنها أثناء طريقها إلى العيادات والمستشفيات. وقال رئيس الإدارة البريطانية للتنمية الدولية في هرارى «ربما يكون هناك ضِعف عدد المصابين بالكوليرا الذين يتلقون العلاج».
كان معدل الوفيات بسبب تفشي المرض أعلى مما كان متوقعًا بالنسبة لهذا التفشي، على الرغم من أنه بدأ في الانخفاض بحلول يناير / كانون الثاني 2009. وتراوحت التقديرات الرسمية للوفاة من 484 إلى 800 حالة، منذ تفشي الوباء في آب / أغسطس 2008، مع تقدير أعلى بلغ 000 3 حالة قدّره أحد المسؤولين رفيعي المستوى مجهول الهوية في وزارة الصحة ورعاية الطفل. وتراوحت معدلات الوفيات من 2.5٪ في هراري إلى 18٪ في تشيتونجويزا. في هراري، وصلت الأزمة إلى درجة أن مجلس المدينة خصّص مقابر مجانية لضحايا الكوليرا. وبحلول 7 ديسمبر / كانون الأول، قدّرت منظمة أوكسفام إصابة حوالي 60,000 حالة بنهاية يناير / كانون الثاني 2009 ومعدل وفيات بنسبة 10٪ مع تقدير منظمة اليونيسيف تقديرًا مماثلًا. وفي 4 كانون الأول / ديسمبر 2008، أعلنت حكومة زمبابوي أن تفشي هذا الوباء يشكل حالة طوارئ وطنية.

## الاستجابات الدولية
وفرت العديد من الوكالات الدولية المساعدة بعد تفشي المرض في عام 2008، وتم تمويل برامج المياه والصرف الصحي والنظافة الصحية والاستجابة للأوبئة وتوفير العقاقير الأساسية من عدة حكومات ومنظمات غير حكومية:
| الحكومة أو الوكالة                                 | مقدار الدعم                                                                          | التاريخ                     |
| -------------------------------------------------- | ------------------------------------------------------------------------------------ | --------------------------- |
| حكومة أستراليا                                     | 8,000,000 دولار للطعام والمساعدات الطارئة                                            | 2 ديسمبر2008                |
| حكومة بتسوانا                                      | 300,000 دولار أمريكي                                                                 | 3 ديسمبر2008                |
| حكومة فرنسا                                        | 200,000 يورولأقراص تنقية المياه ونقاط التوزيع ومعدات معالجة المياه                   | 4 ديسمبر2008 11 ديسمبر 2008 |
| حكومة ألمانيا                                      | 000 000 1 يورو إلى الصليب الأحمر                                                     | 8 ديسمبر2008                |
| جمهورية ناميبيا                                    | 000 165 دولار من اللوازم الطبية                                                      | 7 ديسمبر2008.               |
| حكومة هولندا                                       | 000 000 5 يورو للأدوية، ومياه الشرب، وأقراص تنقية المياه                             | ديسمبر2008.                 |
| حكومة جنوب أفريقيا                                 | الغذاء والطعام في حالات الطوارئ                                                      | 4 ديسمبر2008                |
| حكومة سويسرا                                       | 820,000 دولار أمريكي لبرنامج المساعدات الطارئة والدعم اللوجستي لوكالات الأمم المتحدة | 9 ديسمبر2008                |
| حكومة المملكة المتحدة                              | 3,000,000 جنيه استرليني                                                              | نوقمبر2008                  |
| الوكالة الأمريكية للتنمية الدولية                  | و 6,200,000 دواار أمريكي لبرامج الصحة والمياه والصرف الصحي                           | 11 ديسمبر2008               |
| حكومة فنزويلا                                      | أكثر من 74 طنا من الإمدادات الطبية ومياه الشرب                                       | 3 يناير2009                 |
| الاتحاد الأفريقي                                   | 100,000 دولار                                                                        | 11 ديسمبر2008               |
| المفوضية الأوروبية                                 | 9,000,000 يورو                                                                       | 3 ديسمبر2008                |
| منظمة الصحة العالمية                               | 000 340 دولار من الأدوية واللوازم الطبية                                             | 4 ديسمبر2008                |
| منظمة إعطاء الأمل                                  | 500,000 دولار من الأدوية                                                             | 2 ديسمبر2008                |
| اللجنة الدولية للصليب الأحمر                       | أكثر من 13 طنا من الإمدادات الطبية                                                   | 4 ديسمبر2008                |
| منظمة الرؤية العالمية وشركاء الصحة الدولية في كندا | 000 000 4 دولار من الأدوية                                                           | 13 يناير2009                |

وبحلول 7 كانون الأول / ديسمبر 2008، حصلت منظمة اليونيسيف على تمويل من المتبرعين الدوليين لتوفير مواد كيميائية كافية لمعالجة المياه لمدة ثلاثة أسابيع من إمدادات المياه في هراري، وقامت بترتيب شحنة كافية من المواد الكيميائية لمدة أربعة أشهر. ووزعت اليونيسيف 000 360 لترًا من المياه يوميًا في هراري، فضلًا عن توزيع الصابون والدلاء. وعلى الرغم من المساهمات الواردة، أشارت اليونيسيف في 9 كانون الأول / ديسمبر 2008 إلى أن هناك حاجة إلى 000 500 17 دولار لمواجهة هذا الوباء على النحو المناسب. وحتى 15 كانون الأول / ديسمبر، قامت منظمة الصحة العالمية، بعد الاتفاق مع حكومة زمبابوي، بشراء إمدادات طبية من أجل وضع خطة استجابة ليتم تفعيلها في المراكز الصحية.

## الانتشار

انتشار الكوليرا داخل الجنوب الأفريقي، اعتبارًا من 10 فبراير 2009. لا تعتبر كل الحالات المسجلة جزءًا من تفشي الكوليرا في زمبابوي بين عامي 2008-2009.
المفتاح:
█ سجلات الوفيات
█ سجلات المصابين

انتشر تفشي الكوليرا في عام 2008 إلى بوتسوانا وموزمبيق وجنوب أفريقيا وزامبيا التي تجاور زيمبابوي.

### جنوب أفريقيا
انتشرت الكوليرا إلى العمال المهاجرين في زيمبابوي في مقاطعتي ليمبوبو ومبومالانجا في جنوب أفريقيا، وتم اكتشاف بكتيريا الكوليرا في نهر ليمبوبو في 3 ديسمبر / كانون الأول 2008. وبحلول 12 كانون الأول / ديسمبر 2008، سجلت 11 حالة وفاة و859 حالة إصابة في جنوب أفريقيا، وارتفعت إلى 2,100 حالة مصابة و15 حالة وفاة بحلول 14 كانون الثاني / يناير 2009، وإلى 12,000 حالة و59 حالة وفاة بحلول 10 آذار / مارس.
وأنشأت حكومة جنوب أفريقيا منشآت طبية وإمدادات مياه الشرب في مركز الحدود في بيتبريدج، ونشرت الفريق الوطني للاستجابة للأوبئة وأرسلت أطباء إضافيين إلى موسينا. وحذّر أنتوني تورتون، وهو عالم سياسي وزميل مجلس البحوث العلمية والصناعية في جنوب أفريقيا، في وقت سابق من خطر الإصابة بالكوليرا في جنوب أفريقيا، وكتب تقريرًا يوصى بأهمية زيادة حكومة جنوب أفريقيا لإنفاقها على معالجة المياه خشية حدوث تفشي الكوليرا في البلاد، والتي علقتها الحكومة معللةً ذلك بأنها «بيانات غير مناسبة لوسائط الإعلام». وفي 10 كانون الأول / ديسمبر 2008، أعلنت حكومة مقاطعة ليمبوبو أن بلدية مقاطعة فيمبي الواقعة على الحدود مع زيمبابوي في بيتبريدج بمقاطعة ماتابيليلاند الجنوبية منطقة كارثية.
وصرّح وزير الصحة باربرا هوجان في زيارة قام بها في 28 يناير 2009 لموسينا مع مسؤولين حكوميين وحكام رفيعى المستوى في المؤتمر الوطني الأفريقي
وباء الكوليرا ينتشر... بدأنا نرى انتقال الوباء من زيمبابوي إلى جنوب أفريقيا. الوضع مخيف... إنني أشعر بالقلق إزاء تأثير ذلك على مقاطعاتنا.

### الدول الأخرى
كان انتشار الكوليرا في البلدان الأخرى المجاورة لزيمبابوي أبطأ من مثيله في جنوب أفريقيا، حيث سُجلت حالة وفاة واحدة في مقاطعة كافو في زامبيا ولم تسجل أية وفيات في بوتسوانا أو ناميبيا بحلول 9 ديسمبر / كانون الأول 2008. وفي عام 2009، زادت الحالات، حيث تم الإبلاغ عن 354 4 حالة مصابة و 55 حالة وفاة في 10 شباط / فبراير 2009 في زامبيا و 1596 حالة و 14 حالة وفاة في كاتانغا، المقاطعة الجنوبية من جمهورية الكونغو الديمقراطية. وفي موزامبيق، انتشرت الكوليرا إلى 10 مقاطعات من أصل 11 مقاطعة، مع إصابة ما مجموعه 5333 شخص بحلول 1 يناير إلى 1 مارس 2009 و 119 حالة وفاة بحلول 17 مارس. كما تُوفي أربعة من العاملين الصحيين في أعمال الشغب، وألقوا باللوم على «التضليل وسوء الفهم في الجهود المبذولة لمكافحة الكوليرا»، وتُوفي 12 سجينًا جراء تلك الأحداث في السجن. وفي ملاوي سُجلت 104 حالة وفاة منذ يناير / كانون الثاني، مما جعله أسوأ تفشي منذ 2001-2002 حيث توفي 960 شخصًا. كما تفشى الوباء في كينيا، والصومال، وتنزانيا، وجمهورية الكونغو الديمقراطية، وغانا مع ما مجموعه بين 10-100 حالة وفاة في عام 2009 اعتبارًا من فبراير.

## الوقاية
بعد إعلان الوباء في عام 2008 كحالة طوارئ وطنية، تعاونت وزارة الصحة ورعاية الطفل مع عدة إدارات وحكومات ومنظمات غير حكومية أخرى لإنشاء مركز لمكافحة الكوليرا والسيطرة عليها. ويعمل هذا المركز على منع تفشي وباء الكوليرا في زيمبابوي من خلال معالجة العوامل المجتمعية الأوسع نطاقًا التي يمكن أن تسهم في تفشي وباء الكوليرا، مثل الصرف الصحي في المياه وعادات النظافة الصحية.

## التسييس
بسبب نظام الرعاية الصحية المنظم جيدًا والمرافق الصحية الفعالة للمياه، تقول ريتا ر. كولويل من معهد جيمس بيكر إن زيمبابوي كانت تاريخيًا واحدة من البلدان الأفريقية الأقل تأثرًا بالكوليرا. وقال تعليق صحفي في مجلة ذا لانسيت إن البرامج الصحية في البلاد تأثرت سلبًا، في ظل عهد الرئيس روبرت موغابي، مما أدى إلى انخفاض الرعاية الصحية للمصابين بالكوليرا. ووفقًا لأحد مسودات المؤتمر العالمي لمنظمة الصحة العالمية بشأن المحددات الاجتماعية في مجال الصحة، كان عدد العاملين الصحيين في القرى أقل منه في المناطق الحضرية، مما أعاق الكشف المبكر عن حالات الكوليرا وعزلها.
وقال معلق صحفي يكتب لمجلة ذا لانسيت، أندرو ميلدروم، إن ميليشيات الشباب التابعة للرئيس موغابي هددت المهنيين الصحيين الذين قدموا العلاج الطبي للمعارضين السياسيين. وقال إنه بالإضافة إلى انخفاض مستويات التعليم وانخفاض الأجور ونقص الإمدادات الطبية مثل قفازات اللاتكس، أدّى ذلك إلى مغادرة الأطباء لزيمبابوي بمعدل ينذر بالخطر. ووفقًا لدوغلاس غواتيدزو، رئيس مجموعة أطباء زيمبابوي لحقوق الإنسان، لم يكن لدى زيمبابوي سوى طبيب واحد لكل 12000 مواطن. يسُد الأطباء في زمبابوي حوالي 25٪ فقط من حاجة المراكز الطبية المتاحة. ووفقًا لميلدروم، فإن هذا يطرح تحديات خطيرة على الرعاية الصحية لأمراض مثل فيروس نقص المناعة البشرية / الإيدز والكوليرا. وبالمثل، تتفاقم آثار الكوليرا مع نقص التغذية السليمة، وقد واجهت زمبابوي نقصًا في الأغذية على مدى السنوات القليلة الماضية.
ويؤدي الكوليرا وسوء التغذية إلى إبقاء الأطفال خارج المدرسة - وهو نتيجة اجتماعية خطيرة لتفشي الأوبئة. وقالت راشيل بوند، مدير منظمة أنقذوا الأطفال في زيمبابوي، إن الذهاب إلى المدرسة قد يكون خطرًا في زيمبابوي، بدلًا من توفير نظام لتحسين الذات. وأشارت إلى أن «الصرف الصحي أصبح سيئًا جدًا في المدارس التي قد تصبح أرضًا خصبة للعدوى»، بدلًا من أن تكون مكانًا للتعليم.
ووفقًا لميلدروم، ترك التضخم المرتفع في زيمبابوي البلاد مع نقص في الموارد المالية، مما أدّى إلى نقص في سيارات الإسعاف والعقاقير الصيدلية. [74] وطبقًا لما ذكره إيريك برويت من جامعة ديلفت للتكنولوجيا في هولندا، فقد تفاقم ذلك بسبب نقص المساعدات الدولية، حيث لم تعترف حكومة زيمبابوي بهذا الوباء ولم تقبل المساعدات الا بعد انتشار الوباء، ولم يتم احتواؤه أو منعه من الانتشار. حتى عام 2008، أصرت الحكومة على عدم وجود مرض الكوليرا في زيمبابوي، [76] ويقول برويت إن الأمم المتحدة لم تزود البلاد بمياه الشرب المأمونة إلا بعد بدء الأزمة. يقول ميلدروم أنه خلال معضلة زيمبابوي المستمرة لفيروس نقص المناعة البشرية / الإيدز، لم يقدم المتبرعون الدوليون الرئيسيون الكثير من المال لأنهم يعتقدون أنه سيساعد الرئيس موغابي على البقاء في السلطة، وهو شيء لا برغبون فيه.
ومع ازدياد أزمة تفشي المرض والصحة، أشار الزعماء الأمريكيون والبريطانيون إلى الأزمة على أنها دليل آخر على رأيهم في أنه كان الرئيس روبرت موغابي مغادرة البلاد وأن زمبابوي دولة فاشلة. وقال ماريان توبي من معهد كاتو أن الأزمة بدأت في عام 2005 عندما تولت الحكومة مرافق معالجة المياه ولكن بدون تمويل كافٍ للحفاظ على عمليات التنقية. وانتقد إنوسنت نهابي من جامعة رواندا الوطنية نقل مسؤولية معالجة المياه من الحكومة المحلية إلى سلطة المياه الوطنية في زمبابوي على أساس قدرتها وتمويل السلطة لها من أجل ذلك. وقد ذكر كولويل من معهد بيكر أن عدم وجود تمويل للمواد الكيميائية اللازمة لمعالجة المياه والصيانة ورواتب الموظفين كان سببًا رئيسيًا للوباء. ووفقًا لكولويل، قبل تحويل الأموال من المصانع إلى استخدامات أخرى، لم يكن هناك سوى 66 حالة وأربعة وفيات بسبب الكوليرا في زيمبابوي.
ووفقًا لتحرير دانيال ج نكايانا في المجلة الطبية لجنوب أفريقيا، اتهم الرئيس موغابي الولايات المتحدة والمملكة المتحدة بتفشي الكوليرا، قائلين إنهما أرسلا المرض حتى يكون لديهم سبب لإخراجه من الرئاسة بشكل موثوق فيه. وقد ظهر أحد المواطنين من زيمبابوي وهو يحمل علامة تلقي اللوم على رئيس الوزراء البريطاني غوردان براون لانتشار الوباء في بلاده. سُميت تلك العلامة بأهوال «كوليرا براون».
ووفقًا لتقرير إخباري في قناة الجزيرة، فإن حكومة زيمبابوي ووسائل الإعلام الحكومية ألقت اللوم على العقوبات الأوروبية والأمريكية، وقال تقرير لوكالة رويترز إنه اتهم بريطانيا بالتخطيط لغزو تحت غطاء الفاشية. وألقى وزير الإعلام سيخانيسو ندلوفو اللوم على الوفيات الناجمة عن الكوليرا على العقوبات الغربية، قائلا إن «قضية الكوليرا استخدمت لدفع إسفين بيننا». وفي 12 كانون الأول / ديسمبر، كرر ندلوفو اتهامه، وادعى أن تفشي الكوليرا هو في الواقع هجوم «أسلحة بيولوجية - كيميائية خطيرة» من جانب المملكة المتحدة، وهو ما أكد ندلوفو أنه يحاول ارتكاب الإبادة الجماعية (إبادة جماعية). سعيد ندلوفو:
الكوليرا هو هجوم محسوب، عنصري، إرهابي على زيمبابوي من قبل السلطة الاستعمارية السابقة غير المستعصية، التي تلقت الدعم من حلفائها الأمريكيين والغربيين حتى يتمكنوا من غزو البلاد.
وفي الوقت نفسه، قال مسؤول كبير في الجبهة الوطنية لتحرير السودان - الجبهة الوطنية أن الحكومة والقيادة الحزبية كانت أكثر تركيزًا على مؤتمر زانو-يف القادم من الأزمة الحالية. وفي 11 كانون الأول / ديسمبر 2008، ألقى الرئيس روبرت موغابي خطابا في التلفزيون الوطني قال فيه:
ويسعدني أن أقول إن أطباءنا قد تلقوا المساعدة من الآخرين ومنظمة الصحة العالمية ... حتى الآن لا يوجد مرض الكوليرا ... بسبب الكوليرا، يريد السيد براون التدخل العسكري ... يريد بوش أن يتدخل عسكريًا أيضًا بسبب الكوليرا ... لا يوجد هناك سبب للحرب أكثر من ذلك.
عارض تقرير منظمة الصحة العالمية وجهة نظر موجابي، وأشارت إلى تزايد عدد القتلى. ووفقًا لمنظمة الصحة العالمية، حتى 8 ديسمبر / كانون الأول، توفي ما يقرب من 800 شخص بسبب الكوليرا، وتم علاج أكثر من 16,000 حالة. وفي وقت لاحق من نفس اليوم، تم رفض تأشيرات زمبابوي لستة من عمال الإغاثة الفرنسيين، من بينهم ثلاثة متخصصين في إدارة الأزمات، واثنين من علماء الأوبئة وخبير معالجة المياه. نفى وزير افريقيا البريطانى مارك مالوك براون ادعاء موجابى بان ازمة زيمبابوى في زيمبابوى قد انتهت وان التعليق على ما يلي:
لا أعرف ما هو العالم الذي يعيش فيه[موغابي. هناك أزمة إنسانية مستعرة في زيمبابوي، فضلا عن أزمة اقتصادية، ولا تزال هناك حكومة تمثيلية قادرة على قيادة البلاد من هذه الكارثة.
كما انتقدت وزارة الخارجية الفرنسية ووكالة التنمية الدولية الأمريكية والوكالة الأمريكية للتنمية الدولية تصريحات موجابي ودعته إلى السماح بوصول المعونة إلى المحتاجين.

## روابط خارجية
- Cholera situation in Zimbabwe – UN OCHA
- UN Office for the Coordination of Humanitarian Affairs, Zimbabwe
- World Health Organization Alert: Cholera in Zimbabwe
- World Health Organization: Daily Cholera Updates
- US Centre for Disease Control and Prevention Notice: Cholera in Zimbabwe and Neighboring Countries
- Zimbabwe cholera crisis (Oxfam)
- Zimbabwe cholera crisis (Red Cross)